# پاتریک شیکوفسکی
پاتریک شیکوفسکی (انگلیسی: Patrick Schikowski؛ زادهٔ ۲۰ ژوئن ۱۹۹۲) بازیکن فوتبال اهل آلمان است.
از باشگاه‌هایی که در آن بازی کرده‌است می‌توان به باشگاه فوتبال دویسبورگ و باشگاه فوتبال قوت-وایس ارفورت اشاره کرد.
وی همچنین در تیم‌های ملی فوتبال Poland national under-17 football team و Poland national under-18 football team بازی کرده‌است.